# Magnus Söderberg
Petter Magnus Söderberg (i riksdagen kallad Söderberg i Rosendala), född 9 augusti 1835 i Rogberga församling i Jönköpings län, död 3 juli 1908 i Hakarps församling, var en lantbrukare, godsägare och riksdagsman.
Magnus Söderberg var ägare till Rosendala gård, som köptes av den nybildade Husqvarna köping 1908. Som riksdagsman var han ledamot av första kammaren 1882–1907, invald av Jönköpings läns valkrets.